# Leptoria phrygia
Leptoria phrygia là một loài san hô trong họ Faviidae. Loài này được Ellis and Solander mô tả khoa học năm 1786.